# Kenworthy Motors Corporation
Kenworthy Motors Corporation war ein US-amerikanischer Automobilhersteller.

## Unternehmensgeschichte

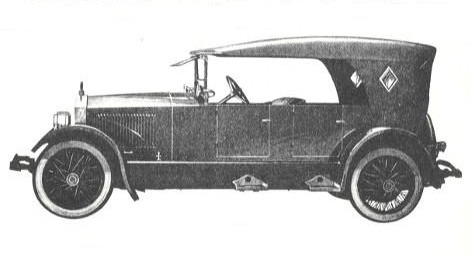
Kenworthy 8-90 Touring (1921)

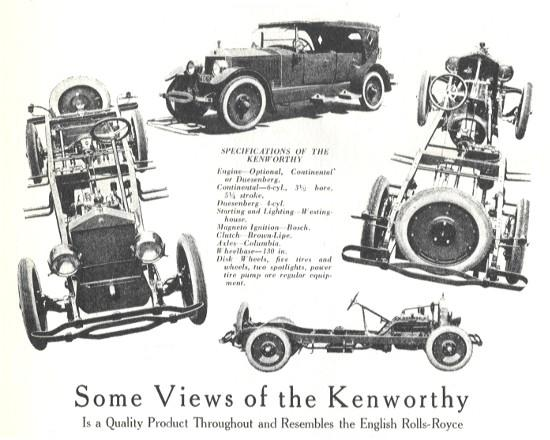
Anzeige von 1920

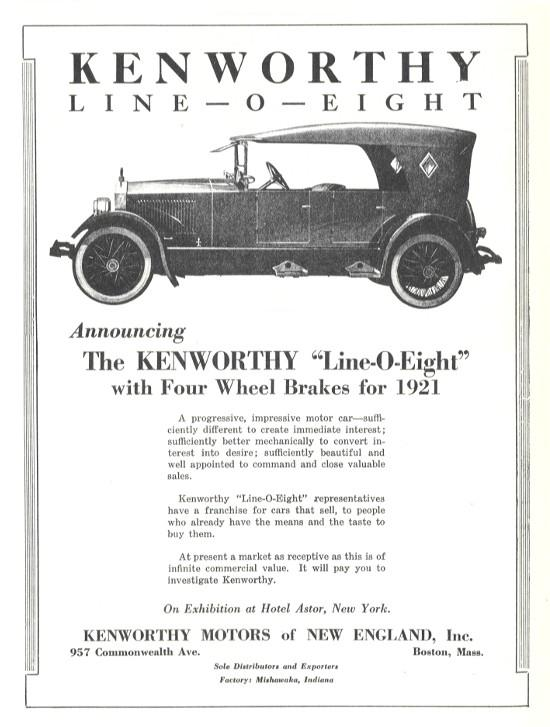
Anzeige für 1921

Cloyd Y. Kenworthy gab im November 1919 seinen Posten als Vizepräsident bei der Barley Motor Car Company auf. Im gleichen Monat gründete er sein eigenes Unternehmen. Der Sitz war in Mishawaka in Indiana. Das Startkapital betrug 400.000 US-Dollar. Bereits im Januar 1920 traten die Geschäftsleute Harry McDonald Jr., L. B. Phillips und S. C. Wood ins Unternehmen ein. Das Kapital wurde auf 6 Millionen Dollar erhöht. Im gleichen Monat begann die Produktion von Automobilen unter dem Markennamen Kenworthy. Konstrukteur war Karl H. Martin, der auch die Martin-Wasp Corporation leitete. Auf der Automobilshow in Chicago im Januar 1920 erhielt das Unternehmen 138 Aufträge für Fahrzeuge. Im März 1921 gab es den Versuch einer Reorganisation. Im August 1921 folgte die Insolvenz.
1920 entstanden 143 Fahrzeuge und 71 im Folgejahr, insgesamt also 214. Zwei Fahrzeuge existieren noch. Eines ist in der Nethercutt Collection ausgestellt.

## Fahrzeuge
Im Angebot standen drei Modelle mit unterschiedlichen Motoren. Die Fahrgestelle hatten jeweils 330 cm Radstand. Aufbauten waren offene Tourenwagen mit fünf Sitzen.
Das Model 4-80 hatte einen Vierzylindermotor vom Typ Rochester-Duesenberg. Er war mit 80 PS angegeben. Überliefert sind 101,6 mm Bohrung, 152,4 mm Hub und 4942 cm³ Hubraum. Das Getriebe hatte vier Gänge. Der Neupreis betrug 5000 Dollar.
Das Model 6-55 hatte einen Sechszylindermotor von der Continental Motors Company mit 55 PS Leistung; 88,9 mm Bohrung und 133,35 mm Hub ergaben 4966 cm³ Hubraum. Der Wagen hatte ein Dreiganggetriebe und kostete 3900 Dollar.
Spitzenmodell war das Model 8-90, auch Line-O-Eight genannt, das laut einer Quelle erst 1921 erschien. Es hatte einen selbst hergestellten Achtzylinder-Reihenmotor. Die Bohrung betrug 76,2 mm, der Hub 133,35 mm und der Hubraum 4865 cm³. Die Motorleistung war mit 90 PS angegeben. Ungewöhnlich war die Vierradbremse; in der Werbung wurde sie herausgestellt. Eine Quelle nennt einen Tourenwagen mit sieben Sitzen. Der Neupreis betrug 5550 Dollar.

## Modellübersicht
| Jahr      | Modell     | Zylinder | Leistung (PS) | Radstand (cm) | Aufbau               |
| --------- | ---------- | -------- | ------------- | ------------- | -------------------- |
| 1920–1921 | Model 4-80 | 4        | 80            | 330           | Tourenwagen 5-sitzig |
| 1920–1921 | Model 6-55 | 6        | 55            | 330           | Tourenwagen 5-sitzig |
| 1920–1921 | Model 8-90 | 8        | 90            | 330           | Tourenwagen 5-sitzig |

Quelle: